# Българска мурра
Българска мурра е местна за България порода биволи.

## История
До началото на 20 век в България биволът е бил широко разпространен. Той е използван както за мляко и месо така и като теглителна сила в земеделието. Съществуващите представители са били биволи от средиземноморски тип, отглеждани покрай реки, блата и езера подобно на дивите си роднини. През 1935 – 1936 г. се създават биволовъдни дружества и с това се поставя началото на племената селекция. Нуждата от теглителна сила определя и хода на селекцията на биволите. След края на Втората световна война, въведената механизация в селското стопанство измества необходимостта от животинска тяга.
На този етап биволите са били с много ниска млечност и за да се повиши това им качество през 1962 г. България внася от Индия бикове от породата мурра. Тази порода е с висока млечност и местните биволици биват осеменени от внесените мъжки животни. След провеждането на селекцията качествата на биволите значително се подобряват. Създадена е порода наречена българска мурра, която носи 75% от качествата на индийските си предшественици. През 1974 – 1975 г. отново били внесени биволи от породата мурра, както и отделни индивиди от породите Джафарабади, Сурти от Индия и Нали – Рави от Пакистан.

## Описание и характеристика на породата
Днес породата е високопродуктивна с предназначение за мляко, но има и добри месодайни показатели. Космената покривка е черна. Животните са по-скорозрели и достигат по-бързо до стопанска зрелост, отколкото предшествениците си. Средното тегло на биволиците е 550 – 600 кг, а биковете 800 – 900 кг. Вимето е добре развито и сферично. Годишната млечност е средно 1800 – 2000 л. с масленост 7,5%. Много от биволиците достигат до 3200 л., а отделни животни дори до 4000 л. Рекордът по млечност е даден от биволицата Индияна – 5349 л. мляко със средна масленост 6,64%.